# Coursan
Coursan  est une commune française située dans le nord-est du département de l'Aude, en région Occitanie.
Sur le plan historique et culturel, la commune fait partie du Narbonnais, un pays comprenant Narbonne et sa périphérie, le massif de la Clape et la bande lagunaire des étangs. Exposée à un climat méditerranéen, elle est drainée par l'Aude, le Ruisseau Audié. La commune possède un patrimoine naturel remarquable : deux sites Natura 2000 (le « cours inférieur de l'Aude » et l'« étang de Capestang ») et quatre zones naturelles d'intérêt écologique, faunistique et floristique.
Coursan est une commune urbaine qui compte 5 856 habitants en 2025, après avoir connu une forte hausse de la population depuis 1975. Elle appartient à l'unité urbaine de Coursan et fait partie de l'aire d'attraction de Narbonne. Ses habitants sont appelés les Coursannais et Coursannaises.
Le patrimoine architectural de la commune comprend deux  immeubles protégés au titre des monuments historiques : l'église Notre-Dame, inscrite en 1948, et le monument aux morts de Coursan, inscrit en 2018.

## Géographie

### Localisation
La commune de Coursan est située en France, dans l'aire urbaine de Narbonne, à 7 km de Narbonne sur l'Aude et sur la ligne Bordeaux - Sète. Elle est limitrophe du département de l'Hérault, et est située dans les basses plaines de l'Aude.

### Communes limitrophes
Les communes limitrophes sont  Cuxac-d'Aude, Narbonne, Nissan-lez-Enserune, Salles-d'Aude et Vinassan.
| Capestang (Hérault), Montels (Hérault), (par un quinquepoint) | Nissan-lez-Enserune (Hérault) |               |
| Cuxac-d'Aude                                                  | Coursan                       | Salles-d'Aude |
|                                                               | Narbonne                      | Vinassan      |

### Géologie et relief
Coursan se situe en zone de sismicité 2 (sismicité faible).

### Hydrographie
La ville de Coursan est traversée par le fleuve Aude
Initialement, le fleuve était traversé à gué ou en bac puis sur un pont en bois construit sur ordre de Charles IX, et détruit par une inondation. Le pont actuel a été construit sur décision du cardinal de Richelieu en 1642. L'ouverture à la circulation sur le pont date de 1706. Il a, depuis, été l'objet de nombreuses rénovations afin de l'adapter à l'accroissement de la circulation sur l'axe routier de la route nationale 9. Le plus important élargissement date de 1985 où la largeur du pont fut portée de 7 mètres à 10,50 mètres.
Un autre pont, traversant le fleuve plus en amont, assure le passage exclusif des trains.

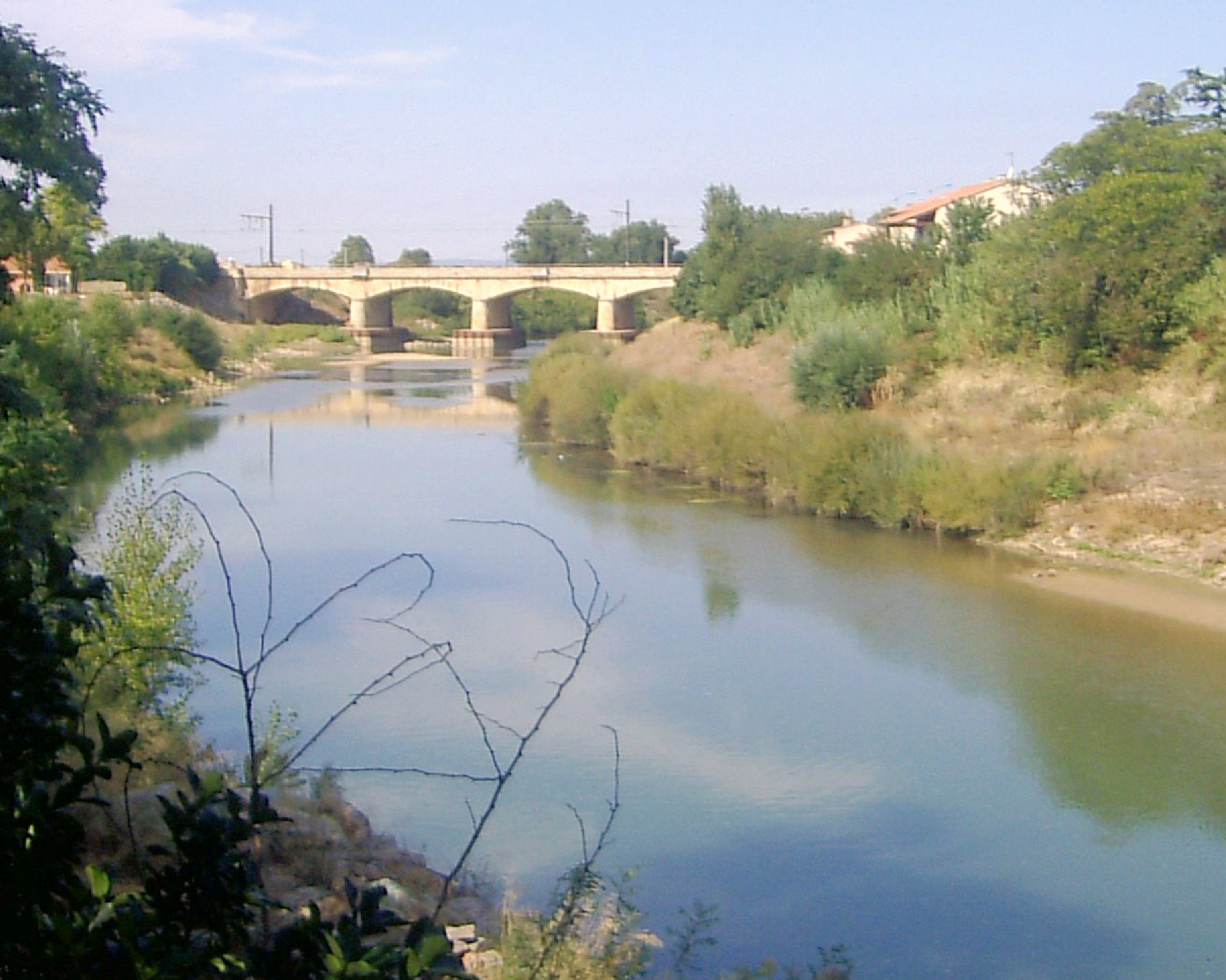
L'Aude à Coursan.

### Climat
Pour des articles plus généraux, voir Climat de l'Occitanie et Climat de l'Aude.
En 2010, le climat de la commune est de type climat méditerranéen franc, selon une étude s'appuyant sur une série de données couvrant la période 1971-2000. En 2020, Météo-France publie une typologie des climats de la France métropolitaine dans laquelle la commune est exposée à un climat méditerranéen et est dans la région climatique Provence, Languedoc-Roussillon, caractérisée par une pluviométrie faible en été, un très bon ensoleillement (2 600 h/an), un été chaud (21,5 °C), un air très sec en été, sec en toutes saisons, des vents forts (fréquence de 40 à 50 % de vents > 5 m/s) et peu de brouillards.
Pour la période 1971-2000, la température annuelle moyenne est de 15 °C, avec une amplitude thermique annuelle de 15,8 °C. Le cumul annuel moyen de précipitations est de 575 mm, avec 5 jours de précipitations en janvier et 2,4 jours en juillet. Pour la période 1991-2020, la température moyenne annuelle observée sur la station météorologique la plus proche, située sur la commune de Narbonne à 7 km à vol d'oiseau, est de 15,3 °C et le cumul annuel moyen de précipitations est de 635,3 mm,. Pour l'avenir, les paramètres climatiques de la commune estimés pour 2050 selon différents scénarios d’émission de gaz à effet de serre sont consultables sur un site dédié publié par Météo-France en novembre 2022.

### Voies de communication et transports

#### Voies routières et autoroutières
La ville est accessible par la route départementale 6009 (portion de l'ancienne route nationale 9). Coursan est également proche des échangeurs Narbonne-Est (env. 9 km), Croix-Sud (env. 13 km) et Béziers-Ouest (env. 20 km) de l'autoroute A9.
La ville de Coursan est traversée par la route départementale 1118 qui relie Villedaigne à Narbonne-Plage.

#### Transport ferroviaire
La gare SNCF de Coursan est située au point kilométrique (PK) 412,069 de la ligne de Bordeaux-Saint-Jean à Sète-Ville, entre les gares de Narbonne et de Nissan-lez-Enserune (voir Gare de Coursan).

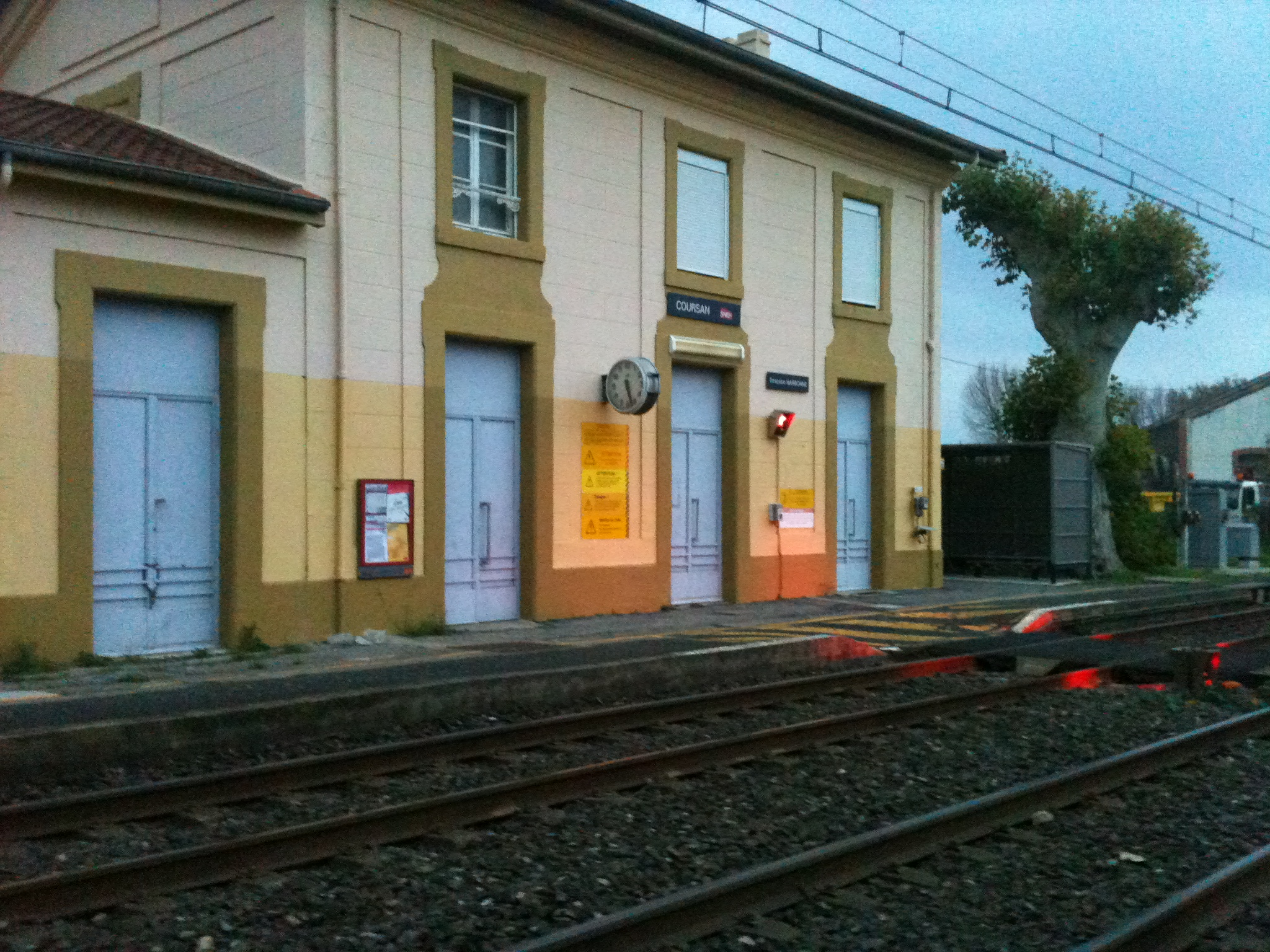
Gare SNCF desservant la ville de Coursan.

#### Transports en commun
La ville de Coursan est desservie par le réseau de bus appartenant à la communauté d'agglomération du Grand Narbonne et exploité par Keolis Narbonne depuis le 1er septembre 2008, sous la marque commerciale Citibus.
| Caractéristiques        | Ligne         | Tracé                                    |
| ----------------------- | ------------- | ---------------------------------------- |
| Lignes interurbaines    | 6 et Bus Cool | Saint-Pierre-la-Mer ↔ Narbonne           |
| Lignes interurbaines    | 7             | Cuxac d'Aude / Ouveillan ↔ Narbonne      |
| Bus "spécial scolaires" | 153           | Saint-Pierre-la-Mer ↔ Collège de Coursan |
| Bus "spécial scolaires" | 155           | Fleury-d'Aude ↔ Collège de Coursan       |
| Bus "spécial scolaires" | 156           | Salles-d'Aude ↔ Collège de Coursan       |
| Bus "spécial scolaires" | 157           | Armissan ↔ Collège de Coursan            |
| Bus "spécial scolaires" | 158           | Vinassan ↔ Collège de Coursan            |

### Milieux naturels et biodiversité

#### Réseau Natura 2000

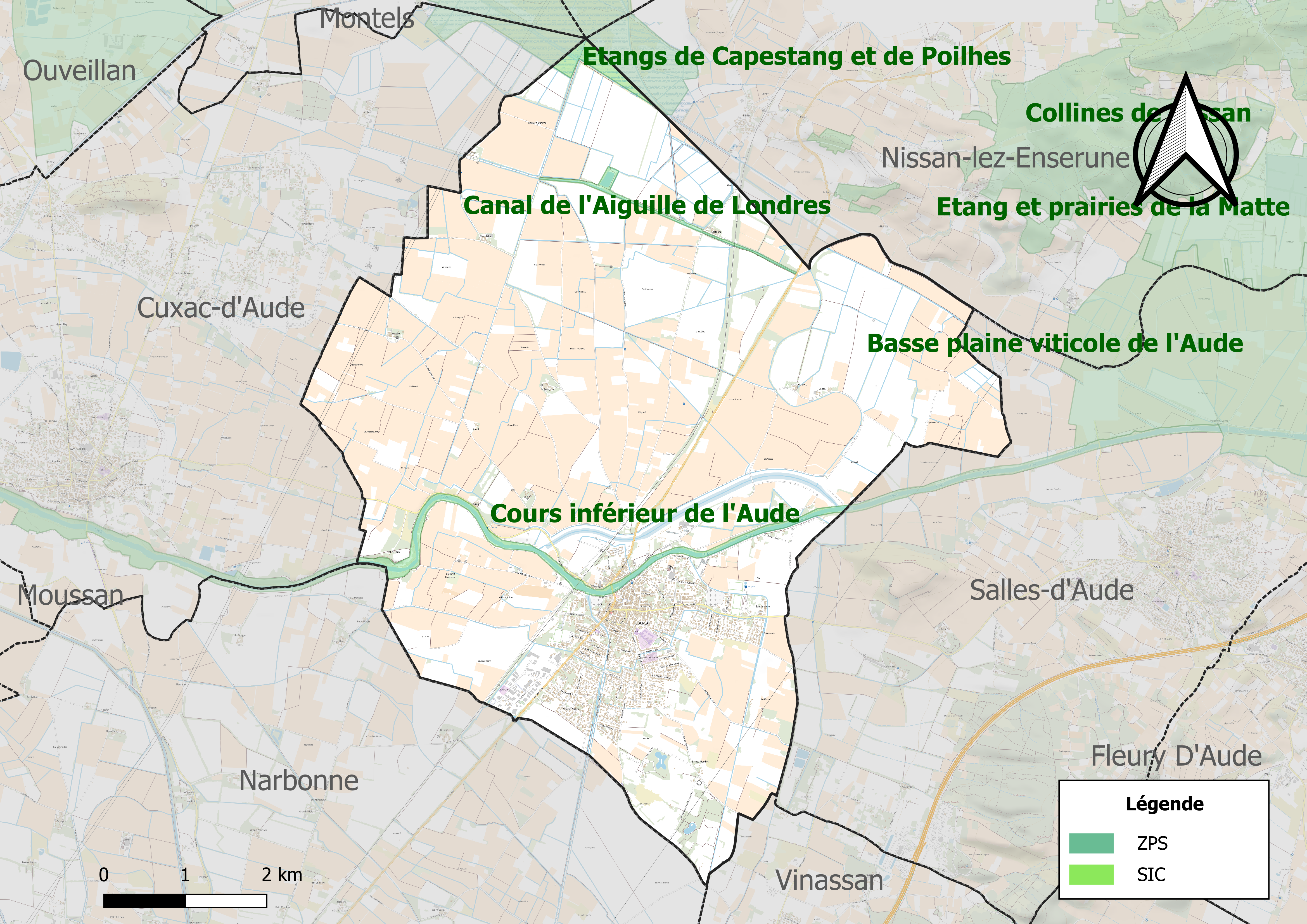
Site Natura 2000 sur le territoire communal.

Le réseau Natura 2000 est un réseau écologique européen de sites naturels d'intérêt écologique élaboré à partir des directives habitats et oiseaux, constitué de zones spéciales de conservation (ZSC) et de zones de protection spéciale (ZPS). Un site Natura 2000 a été défini sur la commune au titre de la directive habitats :
- le « cours inférieur de l'Aude », d'une superficie de 5 358 ha, permet la reproduction d'espèces migratrices vulnérables (Alose feinte, Lamproie marine), en forte régression depuis la prolifération des ouvrages sur les cours d'eau[17]

et un au titre de la directive oiseaux : 
- l'« étang de Capestang », d'une superficie de 1 374 ha, d'un intérêt écologique exceptionnel notamment en ce qui concerne l'étang et sa phragmitaie (roseaux). L'avifaune est particulièrement riche et intéressante en raison du type de végétation en place (grande étendue de roseaux) et de l'isolement des lieux. Il accueille de très nombreuses espèces nicheuses dont certaines justifient plus particulièrement la proposition de ce site en tant que site d'intérêt communautaire : le Butor étoilé, le Rollier d'Europe[18].

#### Zones naturelles d'intérêt écologique, faunistique et floristique
L’inventaire des zones naturelles d'intérêt écologique, faunistique et floristique (ZNIEFF) a pour objectif de réaliser une couverture des zones les plus intéressantes sur le plan écologique, essentiellement dans la perspective d’améliorer la connaissance du patrimoine naturel national et de fournir aux différents décideurs un outil d’aide à la prise en compte de l’environnement dans l’aménagement du territoire. Trois ZNIEFF de type 1 sont recensées sur la commune :
- le « canal de l'Aiguille de Londres » (7 ha)[20] ;
- le « cours inférieur de l'Aude » (295 ha), couvrant 12 communes du département[21] ;
- les « étangs de Capestang et de Poilhes » (759 ha), couvrant 6 communes dont 2 dans l'Aude et 4 dans l'Hérault[22] ;

et une ZNIEFF de type 2, : la « basse plaine de l'Aude et étang de Capestang » (7 120 ha), couvrant 10 communes dont 4 dans l'Aude et 6 dans l'Hérault.

Carte des ZNIEFF de type 1 et 2 à Coursan.
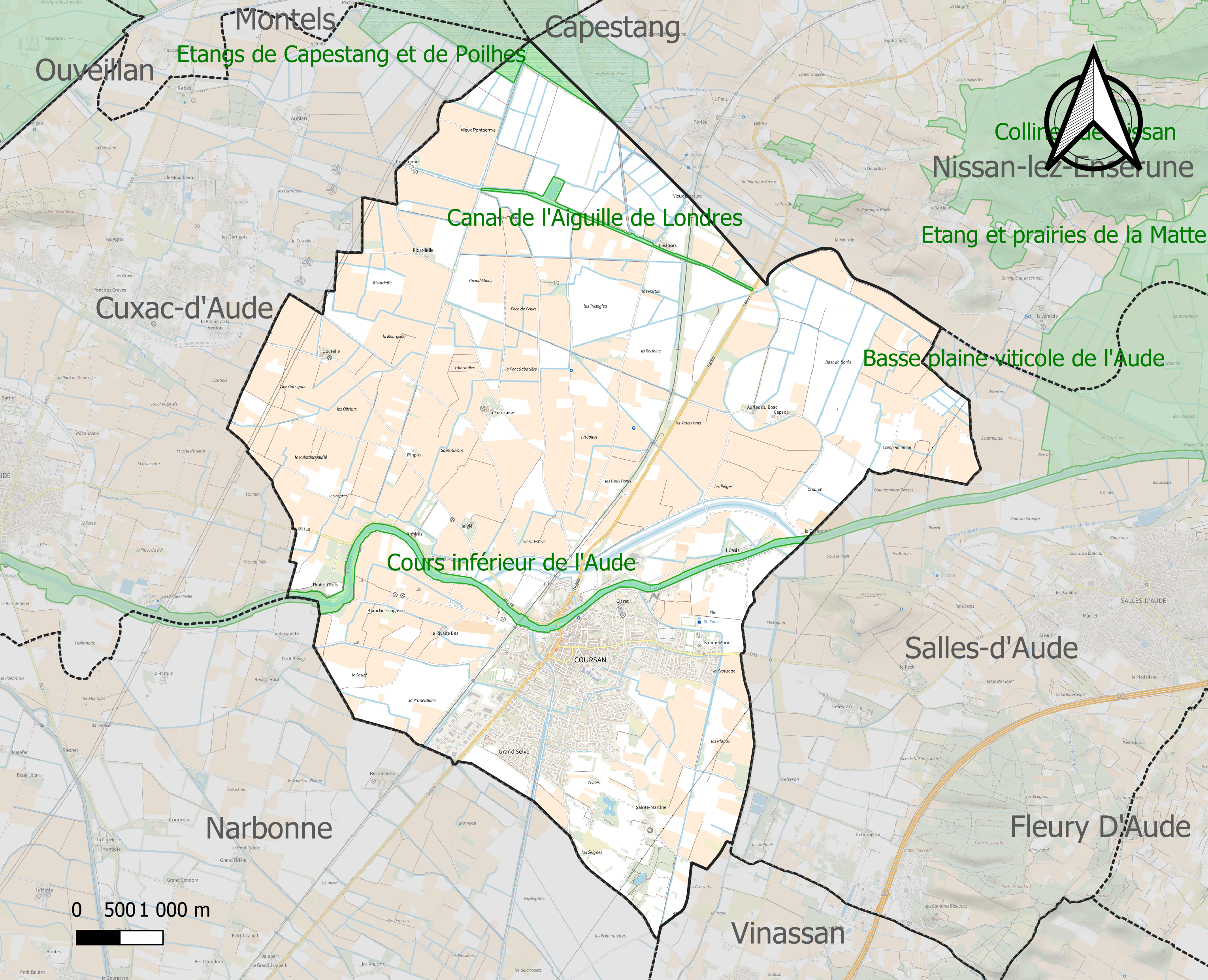
Carte des ZNIEFF de type 1 sur la commune.
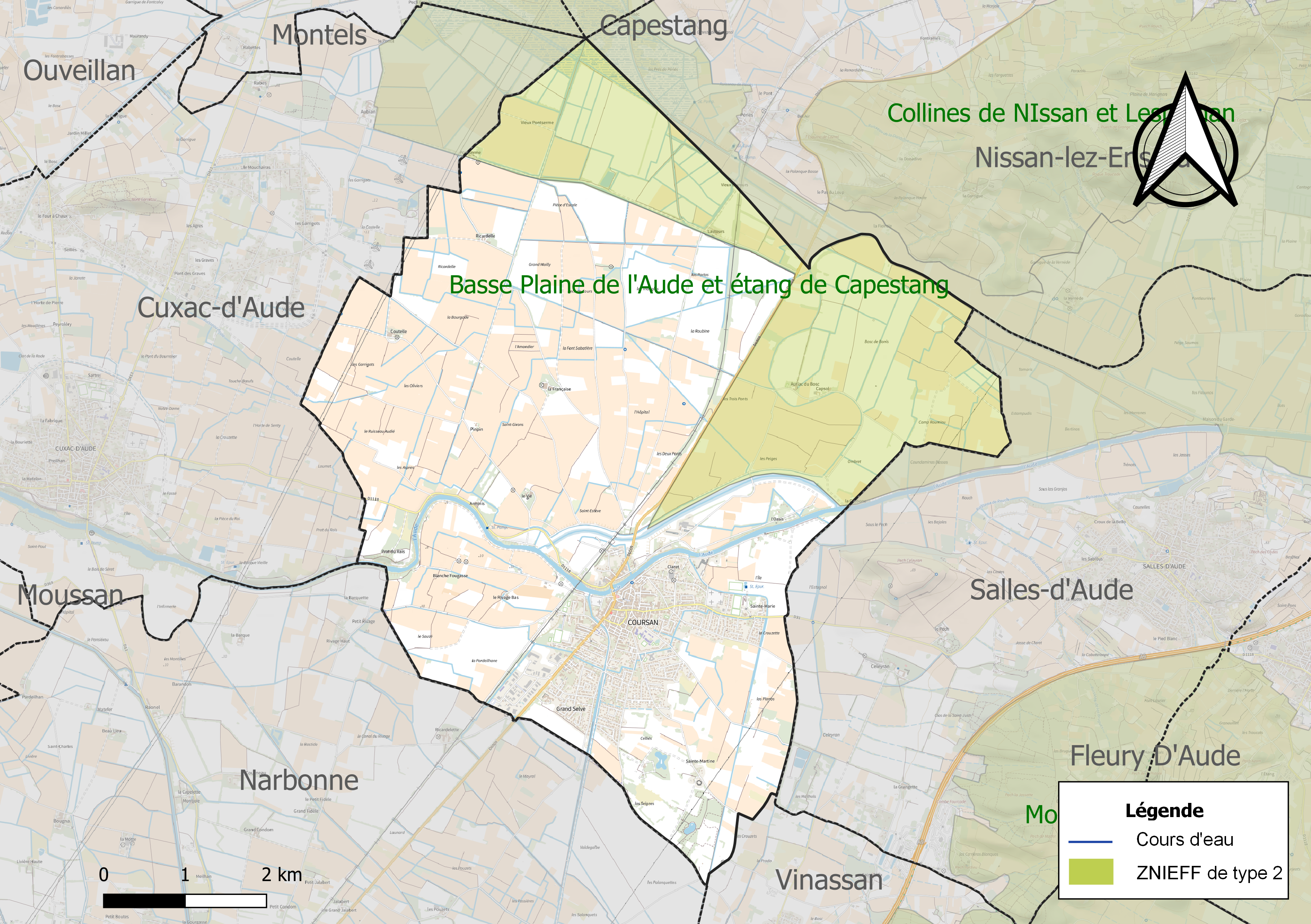
Carte de la ZNIEFF de type 2 sur la commune.

## Urbanisme

### Typologie
Au 1er janvier 2024, Coursan est catégorisée petite ville, selon la nouvelle grille communale de densité à 7 niveaux définie par l'Insee en 2022.
Elle appartient à l'unité urbaine de Coursan, une unité urbaine monocommunale constituant une ville isolée,. Par ailleurs la commune fait partie de l'aire d'attraction de Narbonne, dont elle est une commune de la couronne,. Cette aire, qui regroupe 71 communes, est catégorisée dans les aires de 50 000 à moins de 200 000 habitants,.

### Occupation des sols
L'occupation des sols de la commune, telle qu'elle ressort de la base de données européenne d’occupation biophysique des sols Corine Land Cover (CLC), est marquée par l'importance des territoires agricoles (88,5 % en 2018), en diminution par rapport à 1990 (90,7 %). La répartition détaillée en 2018 est la suivante : cultures permanentes (68,4 %), zones agricoles hétérogènes (11 %), zones urbanisées (9,7 %), terres arables (6,3 %), prairies (2,7 %), eaux continentales (1,4 %), zones humides intérieures (0,4 %). L'évolution de l’occupation des sols de la commune et de ses infrastructures peut être observée sur les différentes représentations cartographiques du territoire : la carte de Cassini (XVIIIe siècle), la carte d'état-major (1820-1866) et les cartes ou photos aériennes de l'IGN pour la période actuelle (1950 à aujourd'hui).

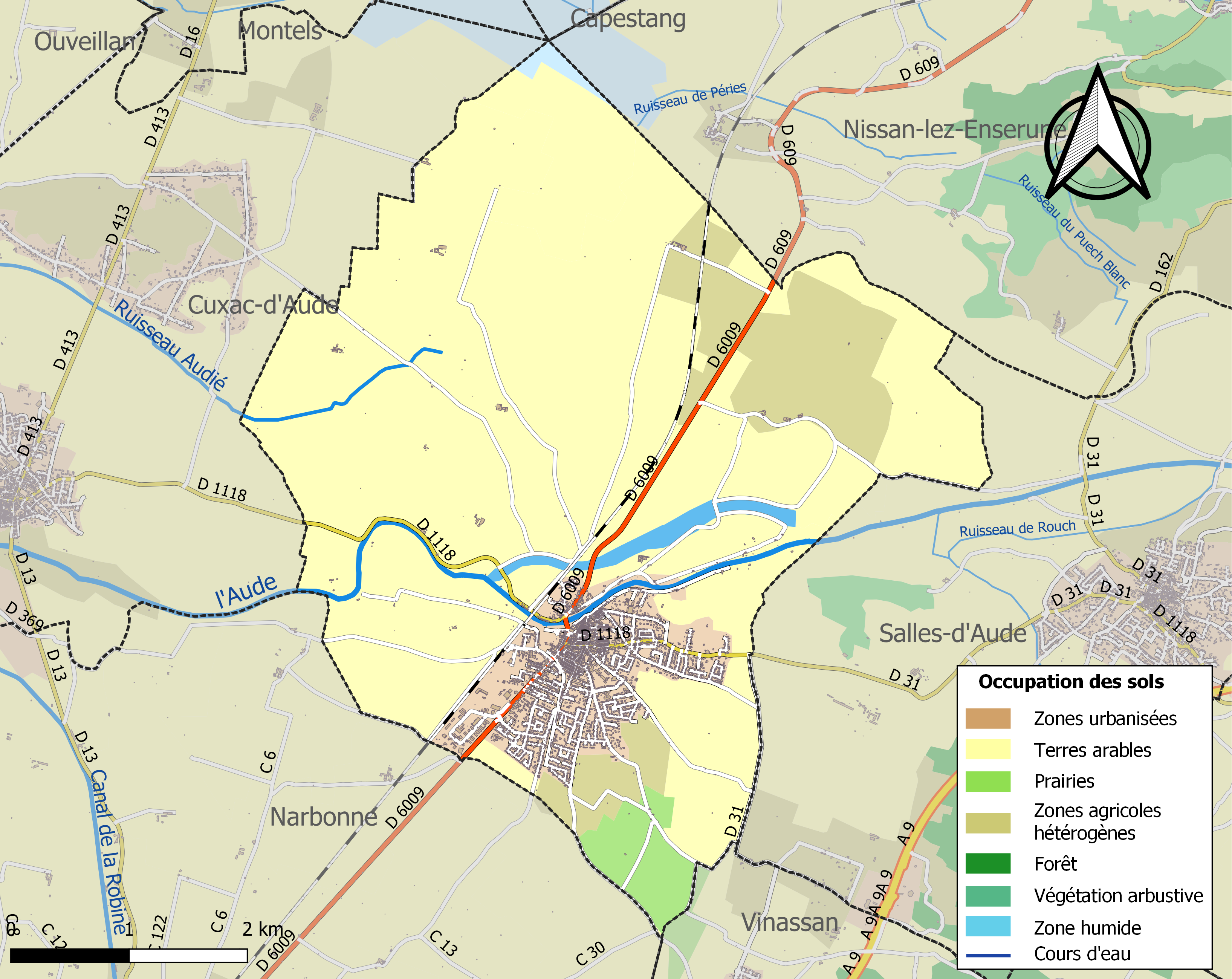
Carte des infrastructures et de l'occupation des sols de la commune en 2018 (CLC).

### Risques majeurs
Le territoire de la commune de Coursan est vulnérable à différents aléas naturels : météorologiques (tempête, orage, neige, grand froid, canicule ou sécheresse), inondations et séisme (sismicité faible). Il est également exposé à un risque technologique,  le transport de matières dangereuses. Un site publié par le BRGM permet d'évaluer simplement et rapidement les risques d'un bien localisé soit par son adresse soit par le numéro de sa parcelle.

#### Risques naturels
La commune fait partie du territoire à risques importants d'inondation (TRI) de Narbonne, regroupant 18 communes du bassin de vie de l'agglomération narbonnaise, un des 31 TRI qui ont été arrêtés fin 2012 sur le bassin Rhône-Méditerranée, retenu au regard des submersions marines et des débordements des cours d’eau l’Aude, l'Orbieu et la Berre. Des cartes des surfaces inondables ont été établies pour trois scénarios : fréquent (crue de temps de retour de 10 ans à 30 ans), moyen (temps de retour de 100 ans à 300 ans) et extrême (temps de retour de l'ordre de 1 000 ans, qui met en défaut tout système de protection),. La commune a été reconnue en état de catastrophe naturelle au titre des dommages causés par les inondations et coulées de boue survenues en 1982, 1986, 1989, 1992, 1996, 1999, 2005, 2006, 2009, 2014 et 2018,.

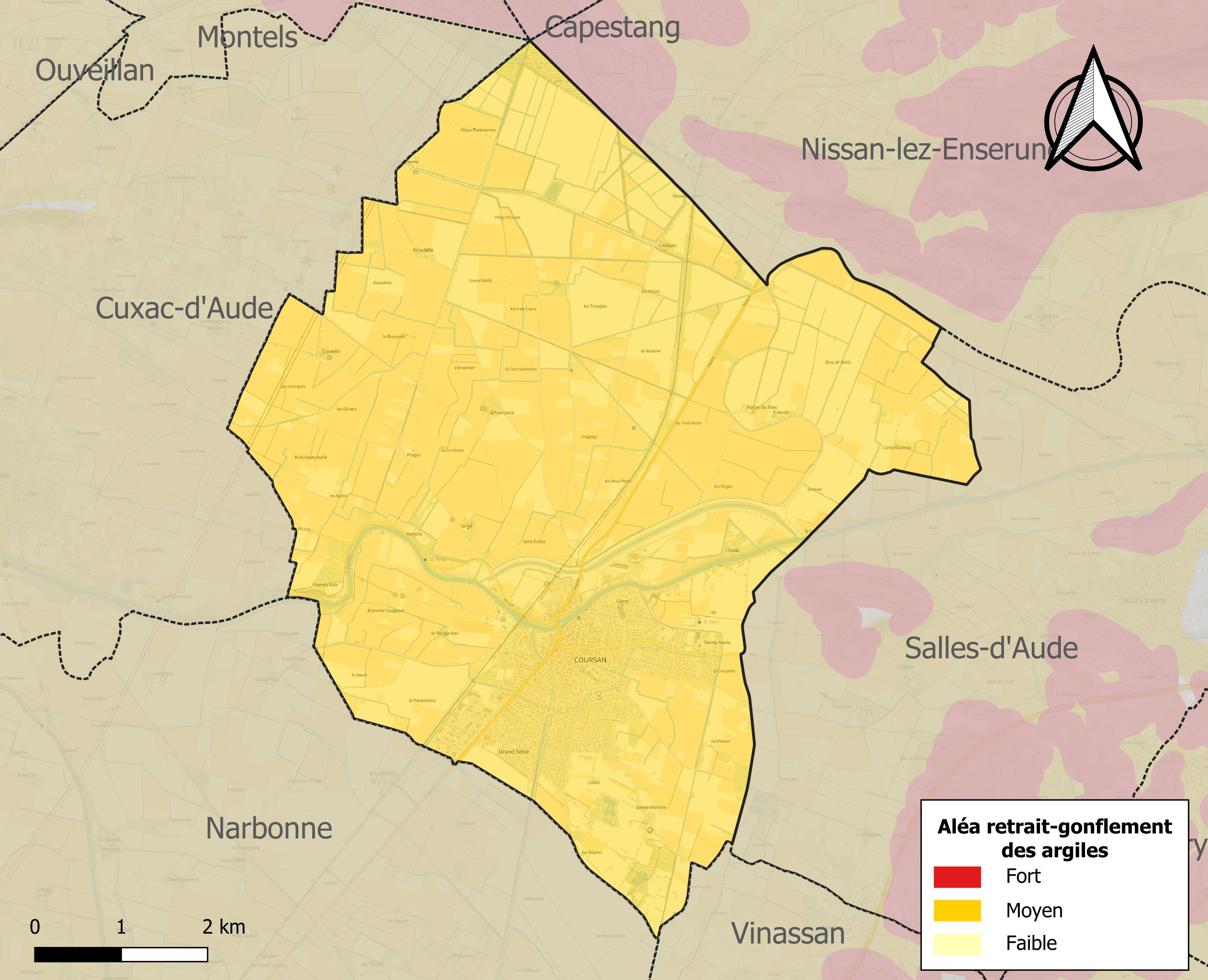
Carte des zones d'aléa retrait-gonflement des sols argileux de Coursan.

Le retrait-gonflement des sols argileux est susceptible d'engendrer des dommages importants aux bâtiments en cas d’alternance de périodes de sécheresse et de pluie. La totalité de la commune est en aléa moyen ou fort (75,2 % au niveau départemental et 48,5 % au niveau national). Sur les 2 480 bâtiments dénombrés sur la commune en 2019, 2480 sont en aléa moyen ou fort, soit 100 %, à comparer aux 94 % au niveau départemental et 54 % au niveau national. Une cartographie de l'exposition du territoire national au retrait gonflement des sols argileux est disponible sur le site du BRGM,.

#### Risques technologiques
Le risque de transport de matières dangereuses sur la commune est lié à sa traversée par une route à fort trafic et une ligne de chemin de fer. Un accident se produisant sur de telles infrastructures est en effet susceptible d’avoir des effets graves au bâti ou aux personnes jusqu’à 350 m, selon la nature du matériau transporté. Des dispositions d’urbanisme peuvent être préconisées en conséquence.

## Toponymie
Le nom de la localité est attesté sous les formes Corsianum en 933, Cursiacus en 1146 (forme rapportée erronée ?) et Corsant en 1229.
Sans doute comme les Corcy, Courcy, Courçay du domaine d'oïl et Coursac du domaine d'oc, mais avec le suffixe latin -anum (au lieu du gaulois -acum). Le premier élément Cors- / Cours- / Courç- s'explique par l'anthroponyme latin Curtius.

## Histoire

### Naissance de la ville
Le village n'existait pas au Haut Moyen Âge (le fleuve Aude ne passait pas par là, mais à Narbonne, par ce qui est devenu le canal de la Robine, et constitue l'ancien cours de l'Aude.
La voie de communication qui traversait ce qui deviendra le territoire de la ville de Coursan à l'époque romaine était appelée Via Curcia, reliant Narbonne et Béziers, comme alternative plus courte à la Via Domitia.
Un autre village existait à proximité, mais il n'en reste rien.

### Moyen Âge
Coursan fut au XIIe siècle la propriété de la vicomtesse Ermengarde de Narbonne qui en fit don avant sa mort aux templiers de la maison du Temple de Perreires (Périeis ou Peyrens). En 1250, le chevalier Bertrand de Coursan est un vassal de l'archevêque de Narbonne.

### Révolte des vignerons de 1907
La ville de Coursan a également été marquée, comme bon nombre de communes du Languedoc par la révolte des vignerons du Languedoc en 1907. L’événement le plus marquant reste la manifestation du 14 avril 1907 lors de laquelle plus de 5 000 personnes s'étaient réunies.

## Politique et administration

### Découpage territorial
La commune de Coursan est membre de l'intercommunalité Le Grand Narbonne, un établissement public de coopération intercommunale (EPCI) à fiscalité propre créé le 26 décembre 2002 dont le siège est à Narbonne. Ce dernier est par ailleurs membre d'autres groupements intercommunaux.
Sur le plan administratif, elle est rattachée à l'arrondissement de Narbonne, au département de l'Aude, en tant que circonscription administrative de l'État, et à la région Occitanie.
Sur le plan électoral, elle dépend du canton des Basses Plaines de l'Aude pour l'élection des conseillers départementaux, depuis le redécoupage cantonal de 2014 entré en vigueur en 2015, et de la deuxième circonscription de l'Aude  pour les élections législatives, depuis le redécoupage électoral de 1986.

### Tendances politiques et résultats
De 1977 à 2008, les listes menées par Gilbert Pla ont remporté, sans discontinuer, les élections municipales (1977, 1983, 1989, 1995, 2001 et 2008).
En mars 2014, la liste menée par Edouard Rocher (ancien colistier de Gilbert Pla), co-président du Parti radical de gauche audois depuis 2010, remporte le scrutin. Il est réélu en 2020 au premier tour.
|                                        | Édouard Rocher * | PRG              | 1418  | 67,11  | 25 | 3 |  |  |
| Union Coursan 2020                     |                  |                  | 1418  | 67,11  | 25 | 3 |  |  |
|                                        | Olivier Aguzou   | DVG              | 695   | 32,89  | 4  | 0 |  |  |
| Coursan en @ction                      |                  |                  | 695   | 32,89  | 4  | 0 |  |  |
|                                        |                  |                  |       |        |    |   |  |  |
| Inscrits                               | Inscrits         | Inscrits         | 4 654 | 100,00 |    |   |  |  |
| Abstentions**                          | Abstentions**    | Abstentions**    | 2 430 | 52,21  |    |   |  |  |
| Votants**                              | Votants**        | Votants**        | 2 224 | 47,79  |    |   |  |  |
| Blancs et nuls**                       | Blancs et nuls** | Blancs et nuls** | 111   | 4,99   |    |   |  |  |
| Exprimés**                             | Exprimés**       | Exprimés**       | 2 113 | 45,40  |    |   |  |  |
| * Liste du maire sortant               |                  |                  |       |        |    |   |  |  |
| ** Exprimé en % des électeurs inscrits |                  |                  |       |        |    |   |  |  |

|                                        | Édouard Rocher   | DVG                 | 1 944 | 58,48  | 23 | 2 |  |  |
| Union Coursan 2014                     |                  |                     | 1 944 | 58,48  | 23 | 2 |  |  |
|                                        | Gilbert Pla *    | UG(PCF - PS - EELV) | 1 380 | 41,51  | 6  | 1 |  |  |
| Avec vous servir Coursan               |                  |                     | 1 380 | 41,51  | 6  | 1 |  |  |
|                                        |                  |                     |       |        |    |   |  |  |
| Inscrits                               | Inscrits         | Inscrits            | 4 515 | 100,00 |    |   |  |  |
| Abstentions**                          | Abstentions**    | Abstentions**       | 1 082 | 23,96  |    |   |  |  |
| Votants**                              | Votants**        | Votants**           | 3 433 | 76,04  |    |   |  |  |
| Blancs et nuls**                       | Blancs et nuls** | Blancs et nuls**    | 109   | 2,41   |    |   |  |  |
| Exprimés**                             | Exprimés**       | Exprimés**          | 3 324 | 73,62  |    |   |  |  |
| * Liste du maire sortant               |                  |                     |       |        |    |   |  |  |
| ** Exprimé en % des électeurs inscrits |                  |                     |       |        |    |   |  |  |

|                                        | Gilbert Pla *    | PCF              | 1 822 | 59,29  | 23 |  |  |  |
| Ensemble pour Coursan                  |                  |                  | 1 822 | 59,29  | 23 |  |  |  |
|                                        | Jacques Mieux    | SE               | 1 251 | 40,71  | 6  |  |  |  |
| Coursan Demain                         |                  |                  | 1 251 | 40,71  | 6  |  |  |  |
|                                        |                  |                  |       |        |    |  |  |  |
| Inscrits                               | Inscrits         | Inscrits         | 4 455 | 100,00 |    |  |  |  |
| Abstentions**                          | Abstentions**    | Abstentions**    | 1 205 | 27,05  |    |  |  |  |
| Votants**                              | Votants**        | Votants**        | 3 250 | 72,95  |    |  |  |  |
| Blancs et nuls**                       | Blancs et nuls** | Blancs et nuls** | 177   | 3,97   |    |  |  |  |
| Exprimés**                             | Exprimés**       | Exprimés**       | 3 073 | 68,98  |    |  |  |  |
| * Liste du maire sortant               |                  |                  |       |        |    |  |  |  |
| ** Exprimé en % des électeurs inscrits |                  |                  |       |        |    |  |  |  |

|                                        | Gilbert Pla *    | PCF              | 1 679 | 100,00 | 29 |  |  |  |
|                                        |                  |                  |       |        |    |  |  |  |
| Inscrits                               | Inscrits         | Inscrits         | 3 927 | 100,00 |    |  |  |  |
| Abstentions**                          | Abstentions**    | Abstentions**    | 1 458 | 37,13  |    |  |  |  |
| Votants**                              | Votants**        | Votants**        | 2 469 | 62,87  |    |  |  |  |
| Blancs et nuls**                       | Blancs et nuls** | Blancs et nuls** | 790   | 20,12  |    |  |  |  |
| Exprimés**                             | Exprimés**       | Exprimés**       | 1 679 | 42,76  |    |  |  |  |
| * Liste du maire sortant               |                  |                  |       |        |    |  |  |  |
| ** Exprimé en % des électeurs inscrits |                  |                  |       |        |    |  |  |  |

### Liste des maires
| Période                                  | Période      | Identité       | Étiquette | Qualité |
| ---------------------------------------- | ------------ | -------------- | --------- | --- |
| Les données manquantes sont à compléter. |              |                |           | |
| 13 mars 1977                             | 29 mars 2014 | Gilbert Pla    | PCF       | Conseiller général du canton de Coursan (1979-1985) et (1992-2015) |
| 29 mars 2014                             | En cours     | Edouard Rocher | PRG       | Chef d'entreprise 12e vice-président de la communauté d'agglomération « Le Grand Narbonne », chargé de l'intermodalité, de 2014 à 2020. Conseiller communautaire du Grand Narbonne depuis 2020. |

## Population et société

### Démographie
L'évolution du nombre d'habitants est connue à travers les recensements de la population effectués dans la commune depuis 1793. Pour les communes de moins de 10 000 habitants, une enquête de recensement portant sur toute la population est réalisée tous les cinq ans, les populations de référence des années intermédiaires étant quant à elles estimées par interpolation ou extrapolation. Pour la commune, le premier recensement exhaustif entrant dans le cadre du nouveau dispositif a été réalisé en 2005.

En 2022, la commune comptait 5 762 habitants, en évolution de −1,27 % par rapport à 2016 (Aude : +2,65 %, France hors Mayotte : +2,11 %).
| 1793  | 1800  | 1806  | 1821  | 1831  | 1836  | 1841  | 1846  | 1851  |
| ----- | ----- | ----- | ----- | ----- | ----- | ----- | ----- | ----- |
| 1 440 | 1 436 | 1 414 | 1 630 | 1 761 | 1 850 | 2 022 | 2 040 | 2 172 |

| 1856  | 1861  | 1866  | 1872  | 1876  | 1881  | 1886  | 1891  | 1896  |
| ----- | ----- | ----- | ----- | ----- | ----- | ----- | ----- | ----- |
| 2 231 | 2 154 | 2 477 | 2 538 | 2 709 | 3 458 | 3 786 | 3 847 | 3 767 |

| 1901  | 1906  | 1911  | 1921  | 1926  | 1931  | 1936  | 1946  | 1954  |
| ----- | ----- | ----- | ----- | ----- | ----- | ----- | ----- | ----- |
| 3 829 | 3 802 | 3 793 | 4 121 | 4 273 | 4 438 | 3 589 | 3 271 | 3 228 |

| 1962  | 1968  | 1975  | 1982  | 1990  | 1999  | 2005  | 2006  | 2010  |
| ----- | ----- | ----- | ----- | ----- | ----- | ----- | ----- | ----- |
| 3 212 | 3 366 | 3 334 | 4 021 | 5 137 | 5 241 | 6 059 | 6 121 | 6 050 |

| 2015  | 2020  | 2022  | - | - | - | - | - | - |
| ----- | ----- | ----- | - | - | - | - | - | - |
| 5 844 | 5 785 | 5 762 | - | - | - | - | - | - |

### Enseignement
- Une garderie
- Deux écoles maternelles (Antoine-de-Saint-Exupéry et Danielle-Casanova)
- Deux écoles élémentaires (Richard-Chavernac et Jeanne-Miquel)
- Un collège (Les Mailheuls)

### Manifestations culturelles et festivités
- Mars ou avril : Fête florale, organisée par l'Office de tourisme de Coursan[53].
- Avril : Fête paroissiale.
- Juin : Fête du PCF qui accueille de nombreux artistes chaque année.
- Juillet : Fiesta taurine du Club taurin Paul Ricard de Coursan[54]
- Août : Fête de la Barque, située place Voltaire, sur les berges de l'Aude. Apparue dans la deuxième moitié du XXe siècle, elle a été relancée par la MJC dans les années 1980. Elle se déroule aujourd'hui sur deux ou trois jours[55].
- 15 août : Concours de pêche sur les berges de l'Aude ;
- Octobre : Fête du vin nouveau.
- Novembre : Participation de la ville de Coursan au "Relai des Cinq Clochers". Il s'agit d'une course de relais entre les cinq villages de l'Aude proches : Coursan, Armissan, Vinassan, Salles-d'Aude et Fleury-d'Aude. Chaque parcours entre deux villages est long d'environ 10 kilomètres[56].

### Sports
Nombreux équipements sportifs municipaux :
- deux terrains de rugby : stade Sainte-Marie et complexe Marcel-Faure ;
- un terrain de football : stade Sainte-Maire (l'ancien footballeur Sofian Oueslati international joue au club FC Coursan) ;
- deux courts de tennis : espace Maurice-Armengaud ;
- un mur d'escalade: espace Maurice-Armengaud ;
- deux gymnases : gymnase Georges-Julien (baptisé ainsi le 25 février 2014[58]), gymnase Michel-Barrière ;
- un boulodrome extérieur : boulodrome E.-Serres ;
- des arènes, située chemin des Seignes, sur le site Henri-Trémesaigues, et construites par les bénévoles du Club taurin Paul-Ricard (voir Union des clubs taurins Paul Ricard) de Coursan[59].

## Économie

### Revenus
En 2018  (données Insee publiées en septembre 2021), la commune compte 2 558 ménages fiscaux, regroupant 5 694 personnes. La médiane du revenu disponible par unité de consommation est de 19 080 € (19 240 € dans le département). 38 % des ménages fiscaux sont imposés (39,9 % dans le département).

### Emploi
| Division       | 2008   | 2013   | 2018   |
| -------------- | ------ | ------ | ------ |
| Commune        | 10,8 % | 14,8 % | 12,7 % |
| Département    | 10,2 % | 12,8 % | 12,6 % |
| France entière | 8,3 %  | 10 %   | 10 %   |

En 2018, la population âgée de 15 à 64 ans s'élève à 3 409 personnes, parmi lesquelles on compte 72,2 % d'actifs (59,5 % ayant un emploi et 12,7 % de chômeurs) et 27,8 % d'inactifs,. Depuis 2008, le taux de chômage communal (au sens du recensement) des 15-64 ans est supérieur à celui de la France et du département.
La commune fait partie de la couronne de l'aire d'attraction de Narbonne, du fait qu'au moins 15 % des actifs travaillent dans le pôle,. Elle compte 1 092 emplois en 2018, contre 1 223 en 2013 et 1 179 en 2008. Le nombre d'actifs ayant un emploi résidant dans la commune est de 2 051, soit un indicateur de concentration d'emploi de 53,2 % et un taux d'activité parmi les 15 ans ou plus de 50,5 %.
Sur ces 2 051 actifs de 15 ans ou plus ayant un emploi, 551 travaillent dans la commune, soit 27 % des habitants. Pour se rendre au travail, 85,9 % des habitants utilisent un véhicule personnel ou de fonction à quatre roues, 2,4 % les transports en commun, 8,2 % s'y rendent en deux-roues, à vélo ou à pied et 3,5 % n'ont pas besoin de transport (travail au domicile).

### Activités hors agriculture

#### Secteurs d'activités
445 établissements sont implantés  à Coursan au 31 décembre 2019. Le tableau ci-dessous en détaille le nombre par secteur d'activité et compare les ratios avec ceux du département,.
| Secteur d'activité                                                                                        | Commune | Commune | Département |
| Secteur d'activité                                                                                        | Nombre  | %       | %           |
| --- | ------- | ------- | ----------- |
| Ensemble                                                                                                  | 445     | 100 %   | (100 %)     |
| Industrie manufacturière, industries extractives et autres                                                | 30      | 6,7 %   | (8,8 %)     |
| Construction                                                                                              | 85      | 19,1 %  | (14 %)      |
| Commerce de gros et de détail, transports, hébergement et restauration                                    | 136     | 30,6 %  | (32,3 %)    |
| Information et communication                                                                              | 5       | 1,1 %   | (1,6 %)     |
| Activités financières et d'assurance                                                                      | 13      | 2,9 %   | (2,7 %)     |
| Activités immobilières                                                                                    | 20      | 4,5 %   | (5,2 %)     |
| Activités spécialisées, scientifiques et techniques et activités de services administratifs et de soutien | 55      | 12,4 %  | (13,3 %)    |
| Administration publique, enseignement, santé humaine et action sociale                                    | 58      | 13 %    | (13,2 %)    |
| Autres activités de services                                                                              | 43      | 9,7 %   | (8,8 %)     |

Le secteur du commerce de gros et de détail, des transports, de l'hébergement et de la restauration est prépondérant sur la commune puisqu'il représente 30,6 % du nombre total d'établissements de la commune (136 sur les 445 entreprises implantées  à Coursan), contre 32,3 % au niveau départemental.

#### Entreprises
Les cinq entreprises ayant leur siège social sur le territoire communal qui génèrent le plus de chiffre d'affaires en 2020 sont : 
- Appro Coursan, supermarchés (13 785 k€) ;
- Lanz Elec, travaux d'installation électrique dans tous locaux (3 723 k€) ;
- SARL Jean Michel Egretier, fabrication de machines agricoles et forestières (3 025 k€) ;
- MCF, travaux de maçonnerie générale et gros œuvre de bâtiment (1 490 k€) ;
- Acces Reseau, collecte et traitement des eaux usées (1 105 k€).

### Viticulture
La viticulture occupe une place importante dans l'activité économique de la ville de Coursan. Elle a par ailleurs été désignée "Ville internationale de la Vigne et du Vin" en 1987 par l'Office International de la Vigne et du Vin (aujourd'hui Organisation internationale de la vigne et du vin). Coursan a obtenu cette distinction en raison du fait que la première expérience de vinification par macération carbonique y fut réalisée par Michel Flanzy, œnologue.
Coursan dispose d'une cave coopérative, et fait partie, depuis juin 2012, de la cave Béziers-Coursan-Armissan, à la suite de la fusion des caves de Béziers-Boujan et Coursan-Armissan.

### Agriculture
La commune fait partie de la petite région agricole dénommée « Narbonnais ». En 2010, l'orientation technico-économique de l'agriculture  sur la commune est la polyculture et le polyélevage.
|                                   | 1988  | 2000 | 2010 |
| --------------------------------- | ----- | ---- | ---- |
| Exploitations                     | 276   | 142  | 121  |
| Superficie agricole utilisée (ha) | 1 622 | 1808 | 1890 |

Le nombre d'exploitations agricoles en activité et ayant leur siège dans la commune est passé de 276 lors du recensement agricole de 1988 à 142 en 2000 puis à 121 en 2010, soit une baisse de 56 % en 22 ans. Le même mouvement est observé à l'échelle du département qui a perdu pendant cette période 52 % de ses exploitations. La surface agricole utilisée sur la commune a quant à elle augmenté, passant de 1 622 ha en 1988 à 1 890 ha en 2010. Parallèlement la surface agricole utilisée moyenne par exploitation a augmenté, passant de 6 à 16 ha.

## Culture locale et patrimoine

### Lieux et monuments

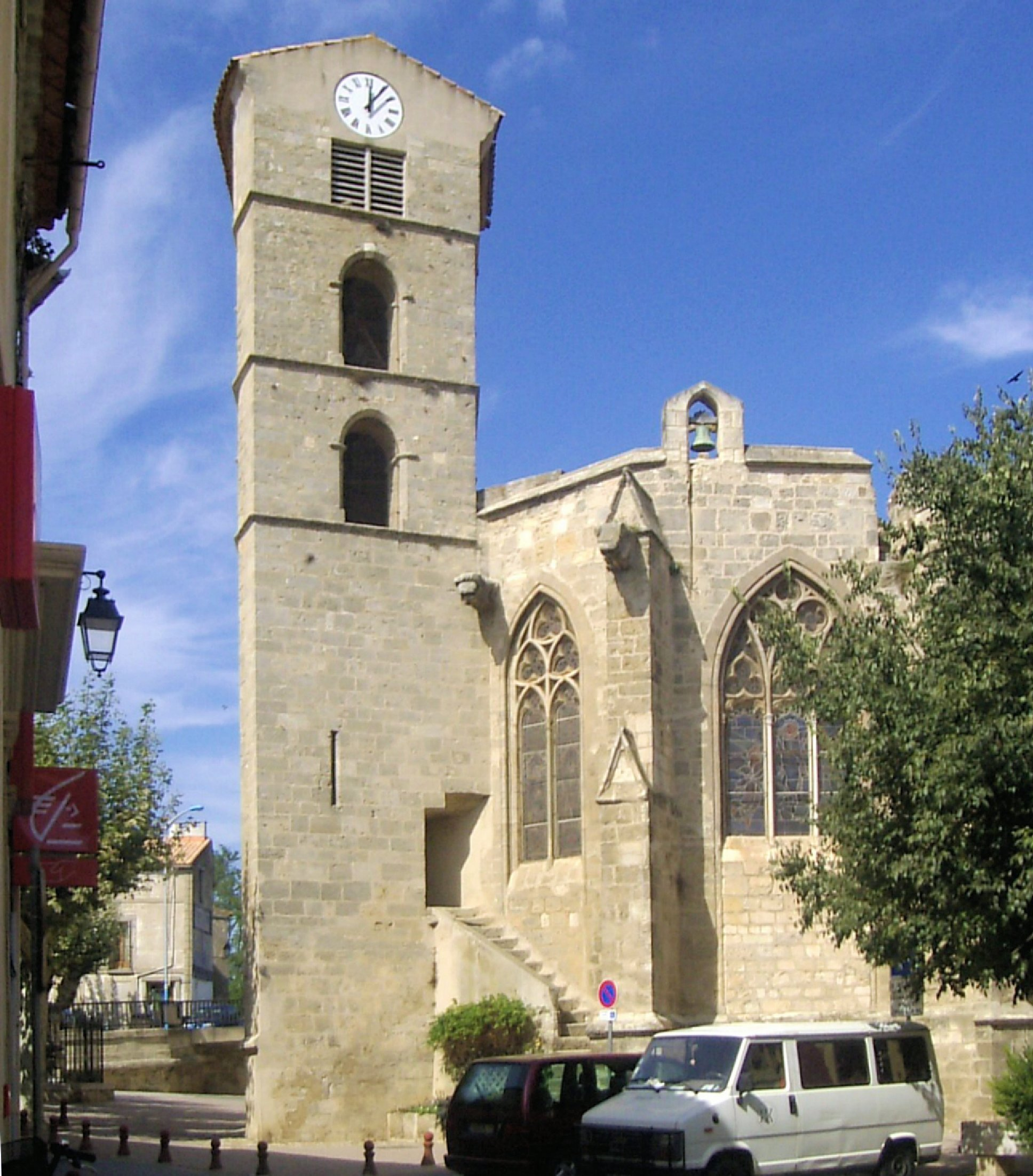
L'église, côté est.

- Pont conservé du XVe siècle, sur lequel passe la RN9.
- Église Notre-Dame de la Rominguière, de la même époque, récemment restaurée, dotée d'un carillon de 9 cloches. Le clocher a été inscrit au titre des monuments historiques en 1948[69].
- Fontaine d'eau ferrugineuse, sur la place du village (place Auguste-Tailhade), à laquelle les vieux Coursannais venaient s'approvisionner. Au bout de quelques années, les bouteilles étaient un peu rougies (dépôt de fer). Il s'agit là d'une curiosité locale.

Un premier forage avait été effectué en 1865 afin d'approvisionner gratuitement les habitants en eau potable. Toutefois, la teneur en fer importante de l'eau jaillissante ne convenait pas au regard de ce qui était recherché. Un autre forage sera néanmoins effectué en 1892 afin d’accroître le débit d'eau ferrugineuse mis à disposition. Dès 1907, l'exploitation de la fontaine est déléguée dans le cadre d'une convention d'affermage. Plusieurs travaux sont régulièrement menés pour la restauration de la fontaine, dont les plus récents datent 2007, dans le cadre de la restauration de la place Auguste-Tailhade. Ils signent un retour à un modèle de fontaine identique à celui initialement existant.
- Deux fontaine Wallace : elles sont les témoins de la volonté de la ville de mettre à disposition des habitants une source d'eau potable. L'eau ferrugineuse de la place Auguste-Tailhade ne convenant pas, la ville a entrepris de s'équiper d'un service d'adduction de l'eau, comprenant notamment une station de pompage à proximité de l'Aude[71]. Ces fontaines sont encore visibles, l'une sur la place Voltaire, face à la bibliothèque municipale, et l'autre avenue Frédéric-Mistral, au niveau de la rue de la Paix. Une troisième fontaine, retirée en 1929, était située avenue Jean-Jaurès, au niveau de la rue Barbès[71].
- Monument aux morts, inscrit au titre des monuments historique[72]

### Équipements culturels
- Une école municipale de musique[73].
- Une bibliothèque municipale[74], créée en 1974[75].
- Une Maison des Jeunes et de la Culture[76], association regroupant de nombreuses activités culturelles et sportives.
- Le centre multiculturel "André-Sarzi", inauguré le 12 septembre 2010[77].
- Parmi les nombreuses associations culturelles de la commune[78] existe notamment l'Harmonie républicaine de Coursan, orchestre créé en 1876[79].

### Espaces naturels
Coursan comprend quelques espaces verts :
- le jardin Déodat-de Séverac, racheté par la mairie et transformé en jardin public le 27 juin 2003. Il a été rénové en 2011[80] ;
- le parc boisé entourant l'étang salin, situé chemin des Seignes, à proximité arènes[81].

### Personnalités liées à la commune
- Marie Scipion d'Exéa (1734-1806) : général des armées de la République, né à Coursan ;
- André Salaman (1752-1828), député, membre du Conseil des Cinq-cents. né à Coursan;
- François Clauzel (1900-1965) :  joueur de rugby à XV né à Coursan ;
- Marius Roumagnac (1906-1997) : joueur de rugby à XV né à Coursan, finaliste du championnat de France de rugby avec Narbonne en 1932[82] ;
- Marcellin Amiel (1912-1979) : joueur de rugby à XV né à Coursan, champion de France en 1936 avec Narbonne[83] ;
- Henri Tort-Nouguès (1915-2001) : philosophe et essayiste né à Coursan. Grand maître de la Grande Loge de France de 1983 à 1985 ;
- Georges de Caunes (1919-2004) : journaliste, inhumé dans le caveau familial à Coursan,
- André Quilis (1941-) : joueur de rugby à XV né à Coursan ;
- Henry Fourès (1948-) : historien et musicien né à Coursan.

### Héraldique
| Coursan | Son blasonnement est : D'azur à une fasce d'or chargée d'une vache de gueules, accompagnée en chef de trois fleurs de lys d'or et en pointe d'un croissant d'argent. |